# Agrilus pseudopurpuratus
Agrilus pseudopurpuratus es una especie de insecto del género Agrilus, familia Buprestidae, orden Coleoptera.
Fue descrita científicamente por Descarpentries & Bruneau de Miré, 1963.